# Vladimír Růžička
Vladimír Růžička (Most, 6 giugno 1963) è un allenatore di hockey su ghiaccio, dirigente sportivo ed ex hockeista su ghiaccio ceco, fino al 1993 cecoslovacco.

## Carriera

### Giocatore

#### Club
Da giocatore ha giocato nel massimo campionato cecoslovacco con le maglie di Hockey Club Litvínov e HK Dukla Trenčín, prima di trasferirsi in NHL. Scelto dai Toronto Maple Leafs già nel draft 1982, e con cui mai giocò rimanendo in patria, nel dicembre del 1989 fu ceduto agli Edmonton Oilers, con cui invece disputò la seconda parte di stagione.
Il 22 ottobre 1990 gli Oilers lo cedettero ai Boston Bruins in cambio di Greg Hawgood: con la squadra del Massachusetts rimase per tre stagioni. Rimasto senza squadra, nel 1993-1994 si accordò con gli Ottawa Senators per quella che sarebbe stata la sua ultima stagione in Nord America.
Dopo una breve parentesi in Svizzera con l'EV Zug impegnato nei playoff della Lega Nazionale A, si accasò all'HC Slavia Praga, impegnato nei playoff promozione dalla seconda serie, vinti.
Dello Slavia diverrà una bandiera, giocandovi dal 1994 al 2000, sempre con la fascia di capitano.

#### Nazionale
Dopo le nazionali giovanili della Cecoslovacchia, debuttò in nazionale maggiore nel 1983, disputando in carriera cinque edizioni dei campionati mondiali, con un oro (nel 1985) un argento (nel 1983) e due bronzi (nel 1987 e nel 1989) all'attivo.
Ha poi preso parte a tre edizioni dei giochi olimpici: due con la Cecoslovacchia, con un argento nel 1984 ed un sesto posto nel 1988; ed una partecipazione, vittoriosa, con la Rep. Ceca nel 1998
Con la maglia della Cecoslovacchia aveva poi preso parte anche alle edizioni 1984 e 1987 della Canada Cup.

### Allenatore e dirigente

#### Club
Sin dal 2000, subito dopo la fine della carriera giocata, è stato chiamato a guidare l'HC Slavia Praga. Con lui alla guida, la squadra ha vinto due Extraliga, nel 2002-2003 e nel 2007-2008. A livello personale ha poi vinto per tre volte il titolo di migliore allenatore del campionato (2002-2003, 2008-2009 e 2010-2011). Nella stagione 2013-2014, oltre al ruolo di allenatore gli fu affidato anche l'incarico di Sports Manager.
In seguito alle polemiche che lo avevano investito per essere stato chiamato a rivestire (come già avvenuto a più riprese anche negli anni precedenti) anche il ruolo di allenatore della nazionale ceca, si è dimesso dalla guida dello Slavia al termine della stagione 2013-2014, rimanendo comunque nell'organico della società come responsabile del settore giovanile.
Nel primo anno senza la sua guida, lo Slavia fu a sorpresa retrocesso, perdendo lo spareggio con i Piráti Chomutov vincitori della seconda serie. Proprio con la squadra neopromossa, Růžička ha sottoscritto un contratto decennale, tornando in panchina.

#### Nazionale
Růžička ha affiancato a più riprese al ruolo di allenatore dello Slavia Praga anche il ruolo dapprima (2002-2004) di allenatore in seconda, poi (a partire dal 2004) di Head Coach della Rep. Ceca, che ha condotto a due vittorie nei campionati mondiali, nel 2005 e nel 2010.
Nonostante i buoni risultati fu spesso criticato per presunti favoreggiamenti nei confronti dei giocatori dello Slavia, e per aver fatto pressioni per la convocazione del figlio Vladimír nelle nazionali giovanili.

## Palmarès

### Giocatore

#### Nazionale
- Campionato mondiale di hockey su ghiaccio: 1

Cecoslovacchia 1985
- Giochi olimpici: 1

Nagano 1998

#### Individuale
- Maggior numero di assist della Extraliga ceca: 1

1995-1996 (44 assist)
- Capocannoniere della Extraliga ceca: 1

1995-1996 (65 punti)
- Maggior numero di reti della Extraliga cecoslovacca: 5

1983-1984 (31 reti), 1984-1985 (38 reti), 1985-1986 (41 reti), 1987-1988 (38 reti)1988-1989 (31 reti)
- Capocannoniere della Extraliga cecoslovacca: 3

1983-1984 (54 punti), 1985-1986 (73 punti), 1988-1989 (61 punti)
- Extraliga cecoslovacca All-Star Team: 2

1987-1988, 1988-1989
- Giocatore cecoslovacco dell'anno: 2

1985-1986, 1987-1988
- Campionato mondiale di hockey su ghiaccio All-Star Team: 1

Cecoslovacchia 1985
- Campionato mondiale U20 All-Star Team: 2

Stati Uniti 1982, URSS 1983
- Maggior numero di reti al Campionato mondiale U20: 1

Stati Uniti 1982 (8 gol)
- Maggior numero di assist al Campionato mondiale U20: 1

URSS 1983 (8 assist)
- Capocannoniere del Campionato mondiale U20: 1

URSS 1983 (20 punti)
- Campionato europeo U18 All-Star Team: 1

URSS 1981
- Capocannoniere del Campionato europeo U18: 1

URSS 1981 (16 punti)

### Allenatore

#### Club
- Extraliga: 2

Slavia Praga: 2002-2003, 2007-2008

#### Nazionale
- Campionato mondiale di hockey su ghiaccio: 2

Austria 2005, Germania 2010

#### Individuale
- Allenatore ceco dell'anno: 3

2002-2003, 2008-2009, 2010-2011